# Philipp Melanchthon
Philipp Melanchthon (Bretten (de Palts), 16 februari 1497 – Wittenberg (Saksen), 19 april 1560) was een Duits filosoof en theoloog. Hij was de rechterhand van Maarten Luther en daarmee een belangrijk geestelijke.

## Leven en werk
Melanchthon werd geboren als "Phillip Schwarzerdt", kind van Georg en Barbara Schwarzerdt. In zijn tijd was het onder geleerden gebruikelijk om een naam te latiniseren of te vergrieksen. "Schwarze Erde" (zwarte aarde) werd in het Grieks: "Melan chthon" (Μελάνχθων).
Melanchthon was classicus en theoloog en speelde een rol in de Reformatie, naast mensen als Luther en Calvijn. Hij was een onderwijsman in hart en nieren en een van de grondleggers van het moderne onderwijs in Europa. Hij stichtte scholen, ontwierp leerplannen en opleidingen en vernieuwde het onderwijs in Duitsland op tal van punten. Hij bouwde in de lutherse wereld een sterk humanistisch gericht schoolsysteem uit. Omwille van dit feit werd hij ook wel "de  Opvoeder van Duitsland" (Praeceptor Germaniae) genoemd. De Groninger kroniekschrijver Abel Eppens was een leerling van Melanchthon.
In 1530 stelde hij de 28 punten van de Confessio Augustana op, die de geloofsbelijdenis werd van al de lutheranen in Duitsland. Deze werd door de lutherse vorsten opgedrongen aan hun onderdanen, zodat er na de godsdienstvrede van Augsburg in 1555 kan gesproken worden van één Duitse lutherse gemeenschap. Hij geldt als de grondlegger van de naar hem vernoemde theologische stroming der Philippisten of Melanchthonianen, deze stroming zocht naar een gematigde en nuchtere benadering van zowel de Katholieken als de Calvinisten. Vooral uit de hoek van het orthodox (in de betekenis van rechtzinnig of strikt) Gnesio-Lutheranisme werd dit fel bestreden.  
Aan Melanchthon zijn twee musea gewijd, namelijk het Melanchthonhuis, zijn woonhuis in Wittenberg en het Melanchthonhuis in zijn geboorteplaats Bretten.
Door zijn grote invloed op het schoolsysteem en zijn ideeën over opvoeding zijn er verschillende scholen naar hem vernoemd.
- Bibsys: 90328670
- Biblioteca Nacional de España: XX873512
- Bibliothèque nationale de France: cb119154816 (data)
- Biografisch Portaal: 56316230
- Catàleg d'autoritats de noms i títols de Catalunya: 981058518441806706
- CiNii: DA01535885
- Digitale Bibliotheek voor de Nederlandse Letteren: mela001
- Gemeinsame Normdatei: 118580485
- Historisch woordenboek van Zwitserland: 021574
- International Standard Name Identifier: 0000 0001 2140 0378
- Library of Congress Control Number: n79121330
- Nationale Bibliotheek van Letland: 000160498
- Mathematics Genealogy Project: 126956
- Bibliotheek van het Japanse parlement: 00524387
- Nationale Bibliotheek van Tsjechië: jn20000701205
- Nationale bibliotheek van Australië: 35345674
- Nationale Bibliotheek van Israël: 987007265386405171
- Nationale Bibliotheek van Polen: a0000002436289
- Nationale en Universitaire bibliotheek Zagreb: 000043133
- Nederlandse Thesaurus van Auteursnamen: 068639406
- Istituto Centrale per il Catalogo Unico: RAVV077892
- LIBRIS: 194924
- SNAC: w63t9mct
- Système universitaire de documentation: 027021882
- Museum of New Zealand Te Papa Tongarewa: 32317
- Trove: 919881
- Virtual International Authority File: 76319978
- WorldCat: E39PBJqQtH68krrpJcG6Tt8cT3